# Николет (окръг, Минесота)
Окръг Николет (на английски: Nicollet County) е окръг в щата Минесота, Съединени американски щати. Площта му е 1210 km², а населението - 29 771 души (2000). Административен център е град Сейнт Питър.